# ヒューマン・トラフィック (テレビドラマ)
ヒューマン・トラフィック（Human Trafficking）は、2005年放送のアメリカ/カナダ合作のテレビシリーズ。人身売買の真実を描いた社会派作品。日本では2007年にニューセレクトがDVDを発売し、2008年にはテレビ東京で前後編に分けてテレビ初放送された。

## あらすじ
チェコのプラハでは、自身の母と娘と三人で暮らしているシングルマザーのヘレン(イザベル・ブライス)が、彼女の前に現れた身なりの良いハンサムな男に魅了されていた。週末を一緒に過ごすためにオーストリアのウィーンへ出かけたのだが、そこでその男は人身売買組織にヘレンを引き渡して金を受け取った。ヘレンは娘のことを考えるならおとなしくしろと脅迫され、売春婦として強制的に働かさせられるものとしてニューヨークに送られた。
ウクライナのキエフでは16歳のナディア(ローレンス・レボーフ)は父親には内緒で放課後にモデルのオーディションに参加した。オーディションを行ったのは偽のモデルエージェンシーであった。ナディアほかの合格者と一緒にニューヨークに連れてこられ、その後ヘレンとともにワシントンに移され、売春を強いられることになった。
フィリピンのマニラでは、両親と旅行に来ていたアメリカ人の12歳のアニー・グレイ(サラ＝ジャンヌ・ラブロッセ)が混雑した通りにおいて、母親のサマンサ(エマ・キャンプベル)の見ている前で人身売買組織に誘拐された。そしてアニーは売春宿に連れてら来られた。そこはトミー(ヴラスタ・ヴラナ)が任されている児童買春専門の売春宿で、主にフィリピン国外からの旅行客へのサービスを行っているところであった。
どの女性も、こうしてセルゲイ・カルポヴィッチ(ロバート・カーライル)の強力な国際人身売買組織の犠牲者となったのである。

ニューヨークではロシア生まれのアメリカ人でニューヨーク市警察の刑事を務めるケイト・モロゾフ(ミラ・ソルヴィノ)は14､5歳とみられる売春婦が窓から飛び降りて死亡する事件を検分していた。ケイトは人身売買組織に売られてきた犠牲者なのではないかと考えた。
ケイトはアメリカ合衆国移民・関税執行局(ICE)の特別調査官として働きたいと希望を出し、希望は受け入れられた。ケイトは上司の捜査官であるビル・ミーハン(ドナルド・サザーランド)にこの調査を担当させてもらえるように頼んだ。
その後ケイトはICEのチームを率いてある美容院を襲撃した。地下には売られた女性たちが住まわされていたのである。その女性の一人はヘレンであった。カルポヴィッチはチェコにいるヘレンの娘を確保しようとしたが、母親と娘は人身売買組織の手の者の目をうまくすり抜け、すぐに地元警察に保護された。
最初こそケイトは人身売買組織やカルポヴィッチについて話すことをためらっていたが、最後にはケイトと打ち解けて話すようになる。ただ、ヘレンは自分の閉じ込められていた場所については断片的なことしかわからず、場所を特定することはできなかった。ヘレンはまた組織の中で知り合ったナディアとの関係についても話をした。ケイトも、子供の時に叔父にレイプされた経験を打ち明ける。
ケイトはヘレンの娘と母親をプラハから呼び寄せることにし、3人で暮らすためのセーフハウスにヘレンを案内した。ヘレンはセーフハウスで窓の外に航空会社の大きな看板を見つけると、思わずバルコニーに飛び出してしまう。ケイトは慌てて屋内に呼び戻そうとするが、ヘレンは狙撃され死亡する。

キエフではナディアの父親のヴィクトル(レミー・ジラール)が、行方不明になった娘を案じていた。カルポヴィッチの組織が、娘が蒸発したことと関係があるらしいと知り、カルポヴィッチの組織に身を投じる。そこでまず与えられた仕事は、ウィーンに集められた女性たちをメキシコに移送することであった。
ヴィクトルは女性たちを連れてメキシコに入った後、陸路でアメリカに入国した。最終的にワシントンのカルボヴィッチの組織の拠点となっている家まで女性たちを送り届けた。そこで支払いを受けていたとき、娘のナディアがいるのを見つけた。しかしナディア外に連れ出されるところであったので、ヴィクトルもナディアも何もできなかった
ケイトは、ヘレンが狙撃される直前に見た航空会社の看板を手掛かりに、ついにヘレンの話に合う場所をワシントンに見つけ、ICEのチームを率いてその家を襲撃した。ヴィクトルは辛くも家から逃げ出したが、駅のプラットフォームでケイトに追いつかれる。ヴィクトルは娘のナディアを救い出すためにここにいるんだと説明した。するとケイトはヴィクトルを捕捉することをやめ、ヴィクトルが列車に乗って逃げるままにした。

フィリピンでは、アニーのいる部屋で、トミーが子供を密輸するためのコンテナの準備が遅れていることについて電話で口論をしていた。その時に客とのトラブルが発生し、携帯を置き放したまま部屋を出た。アニーはその電話を使って母親のサマンサに電話をした。トミーが返ってきたので、アニーは慌てて電話を元の場所に戻した。しかし、通話は切れていなかった。電話越しにトミーがアニーに話をしているのが聞こえたので、サマンサは逆上してトミーに対して喚き散らした。
サマンサは、児童買春を撲滅する活動をしている民間団体のエレン(レニー・アダムス)と行動を共にしていた。エレンは路上でフィリピン人の少年を連れているアメリカ人にカメラを向けながら、そのアメリカ人に少年とどういう関係なのか詰問していた。奇しくもトミーの売春宿の前であり、エレンのしていることをみてトミーはエレンを殴りつけ、カメラを叩き壊した。事務所に帰ってテープを確認したところ、サマンサはその男の声が、アニーからの電話で聞こえてきた男の声に似ていることに気付く。
その情報をもとにマニラ警察はトミーの売春宿に踏み込んだ。この情報は事前にトミーに漏れていたので、トニーとアニーらの密輸される子供たちは取り逃がしてしまった。しかし、カルポヴィッチの掛かりつけのアメリカ人医師を確保した。カルポヴィッチに教えられてここに来ていたのである。一方で、子供たちは密輸用のコンテナに閉じ込められ薬で眠らされる。
トニーは港にいるところを狙撃されて死亡する。トミーが狙撃されるところを目の当たりにしたトニー配下の男は、自宅にもどったあと警察署長に電話を掛けた。

ニューヨークでは、ケイトが出会い系サイトで、ロシア在住の21歳のロシア人幼稚園教諭として登録し、カルポヴィッチの配下の一人と"婚約"することに成功した。ニューヨークに来るように言われたので、カルボヴィッチのいるところまで連れて行ってもらえるだろうと自分の計画をミーハンに話した。
ケイトはナイーブな21歳の女性に見えるように装い、特別の出入り口から空港内に入り、モスクワからの便の乗客と一緒に到着ロビーに向かった。ケイトはほかの女性たちと一緒に車で空港から組織の拠点まで連れ去れたが、すべてICEの監視下にあった。
カルポヴィッチがケイトを含む新しい女性たちを検分していた時、いつも集めている女性よりケイトがずっと年上であることに気が付く。「なぜ年をごまかした」とロシア語で聞くカルポヴィッチに「ただ結婚相手を見つけたかった」と緊張した風にロシア語で答える。
なおもケイトを追及するカルボヴィッチであったが、ケイトは手近にある銃を奪ってそれをカルポヴィッチに突きつける。しかし、カルポヴィッチはケイトに発砲し逃走を試みる。ほぼ同時にICEのチームが突入し、建物の中で銃撃戦が始まる。カルポヴィッチは建物を出たところでICEのチームに銃撃され、最後にケイトに撃たれ、カルポヴィッチは死亡する。

アニーは両親のもとに戻った。ケイトはチェコから来たヘレンの娘にプレゼントを渡す。ヴィクトルは娘のナディアに母親の物だったというイヤリングを渡す。

番組の最後に「80万人の犠牲者が国境を越えて売買されており、人身売買は麻薬や武器の密売に次いで利益の上がる犯罪ビジネスである」とテロップで示される。

## キャスト
- ケイト・モロゾフ：ミラ・ソルヴィノ（田中敦子）
- ビル・ミーハン：ドナルド・サザーランド（家弓家正）
- ヴィクトル・タガロフ：レミー・ジラール（北川勝博）
- ヘレナ・ヴォツルボヴァ：イザベル・ブレイス
- ナディア・タガロフ：ローレンス・レボーフ（津村まこと）
- セルゲイ・カルポヴィッチ：ロバート・カーライル（相沢正輝）
- アニー・グレイ：サラ＝ジャンヌ・ラブロッセ

※括弧内は日本語吹き替え（初回放送2008年4月5日、4月12日 テレビ東京「バリ・シネ」）

## スタッフ
- 監督/撮影：クリスチャン・デュゲイ
- 製作：クリスチャン・デュゲイ、アイリーン・リチンスキー、マイケル・プラパス
- 原案：キャロル・ドイル
- 脚本：キャロル・ドイル、アガサ・ドミニク
- 音楽：ノーマンド・コーベイル

## 主な賞歴

### 受賞
- ジェミニ賞：作品賞（ミニシリーズ部門）、コスチュームデザイン賞、プロダクションデザイン・アートディレクション賞

### ノミネート
- ゴールデングローブ賞：主演男優賞（ミニシリーズ・テレビ映画部門）、主演女優賞（ミニシリーズ・テレビ映画部門）
- エミー賞：主演男優賞（ミニシリーズ・テレビ映画部門）、助演男優賞（ミニシリーズ・テレビ映画部門）
- ジェミニ賞：助演女優賞（ミニシリーズ部門）、作曲賞